# Alice Heine
Alice Heine (Nueva Orleans, 10 de febrero de 1858 - París, 22 de diciembre de 1925) fue la segunda esposa, norteamericana de nacimiento, del príncipe Alberto I de Mónaco, bisabuelo materno del príncipe Raniero III de Mónaco. Marcel Proust la usó como modelo para la princesa de Luxemburgo, en su obra En busca del tiempo perdido.

## Biografía

### Nacimiento
Marie Alice Heine nació el 10 de febrero de 1858 en Nueva Orleans, Luisiana (Estados Unidos).

### Familia
Su padre, el francés Michel Heine, fue un descendiente de una prominente familia alemana de Berlín y de una también prominente familia de religión judía dedicados a la banca, los cuales eran de París; fue primo del poeta Heinrich Heine. Nació en Francia y se trasladó a Nueva Orleans en 1843, donde pudo convertirse en un exitoso financiero y empresario. Su madre fue Amélie Marie Céleste Miltenberger, hija de Joseph Alphonse Miltenberger, un arquitecto de ascendencia francesa de Alsacia, su familia había construido tres mansiones Miltenberger interconectadas entre sí en la Rue Royale.
Sus padres se hicieron habituales el la corte de los  emperadores Napoleón III y Eugenia, quienes fueron sus padrinos.
Alice, que se crio como católica, siendo bautizada en Nueva Orleans, tuvo dos hermanos varones menores que ella, Paul Henri e Isaac Georges.

### Primeros años
La guerra civil estadounidense envió a la familia de vuelta a Francia, donde la juventud y belleza de la adolescente Alice, unida a la riqueza de su familia, causaron una gran impresión en la sociedad parisina. A & M Heine, la empresa de su padre, ayudó a financiar la guerra de Napoleón III con Prusia.

## Matrimonios y descendencia

### Armand Chapelle de Jumilhac

#### Boda
Alice se casó con su primer marido, Marie Odet Armand Aimable Chapelle de Jumilhac, VII Duque de Richelieu y Aiguillon, Marqués de Jumilhac, el 27 de febrero de 1875 en París. Tuvieron dos hijos, un varón y una mujer.

### Hijos
- Marie Odet Jean Armand Chapelle de Jumilhac (París, 21 de diciembre de 1875 - Nueva York, 30 de junio de 1952). Se convirtió en el VIII y último Duque de Richelieu y Aiguillon y Marqués de Jumilhac, a raíz de la muerte de su padre el 28 de junio de 1880 en Atenas. En 1919, se casó con Eleanor Douglas Wise (1890-1972), de Maryland, Estados Unidos, hija de John Sergeant Wise. No tuvieron descendencia.[2]

- Odile Marie Auguste Septimanie Chapelle de Jumilhac (La Ferté-Bernard, 30 de agosto de 1879 - Mónaco, 3 de agosto de 1974). Por su matrimonio en 1905 con Gabriel Marie François Hippolyte Ferri Eugène de La Rochefoucauld (1875-1942), fue primero Condesa de La Rochefoucauld y posteriormente Princesa de La Rochefoucauld-Montbel (Reino de Baviera). Tuvieron una hija, Anne Alice Elisabeth Amélie de La Rochefoucauld (1906-1980), que se casó dos veces y no tuvo descendencia.[3]

### Alberto I de Mónaco

#### Boda
El segundo matrimonio de Alice, fue con el príncipe Alberto I de Mónaco, Príncipe Soberano de Mónaco, y tuvo lugar el 30 de octubre de 1889. El príncipe, cuya primera esposa había sido una hija de un duque escocés, era un oceanógrafo. Mientras él realizaba sus largos viajes por el mar, Marie Alice fijó su interés en la temporada de ópera de Mónaco. La cortesana Carolina Otero, La Bella Otero, que había sido un amante esporádica del Príncipe entre 1893 y 1897, recordó al príncipe con cariño en sus memorias, aunque afirmó que él no era un hombre viril y padecía dificultades de erección.

#### Separación
El príncipe y la princesa de Mónaco estuvieron separados judicialmente; el 30 de mayo de 1902 (en Mónaco) y 3 de junio de 1902 (en Francia), pero permanecieron casados ante la iglesia. A la muerte del Príncipe, 20 años más tarde, Alice se convirtió en la princesa viuda de Mónaco. Ella no se volvió a casar.

## Princesa de Mónaco
Marie Alice, como su padre, tuvo una fuerte visión para los negocios. Después de haber ayudado a poner el principado de su marido sobre una sólida base financiera, dedicaría sus energías a hacer de Mónaco uno de los grandes centros culturales de Europa a través de la ópera, el teatro y el ballet, bajo la dirección del famoso empresario ruso Serguéi Diáguilev. Su romance con el compositor Isidore de Lara tuvo como resultado que el Príncipe Alberto le diese varias bofetadas a ella ante una audiencia congregada en la Sala Garnier. 
Su antigua casa en Nueva Orleans es ahora el Café Amelie y se anuncia como un escenario para bodas, recepciones, fiestas especiales y similares.

## Ancestros
|  |                                       |  |  |  |  |  |  |  |  |  |  |  |  |  |  |  |
|  | 16. Aaron David Simon Heine           |  |  |  |  |  |  |  |  |  |  |  |  |  |  |  |
|  |                                       |  |  |  |  |  |  |  |  |  |  |  |  |  |  |  |
|  |                                       |  |  |  |  |  |  |  |  |  |  |  |  |  |  |  |
|  | 8. Heymann Heine                      |  |  |  |  |  |  |  |  |  |  |  |  |  |  |  |
|  |                                       |  |  |  |  |  |  |  |  |  |  |  |  |  |  |  |
|  |                                       |  |  |  |  |  |  |  |  |  |  |  |  |  |  |  |
|  | 17. Rachel Gans                       |  |  |  |  |  |  |  |  |  |  |  |  |  |  |  |
|  |                                       |  |  |  |  |  |  |  |  |  |  |  |  |  |  |  |
|  |                                       |  |  |  |  |  |  |  |  |  |  |  |  |  |  |  |
|  | 4. Isaac Heine                        |  |  |  |  |  |  |  |  |  |  |  |  |  |  |  |
|  |                                       |  |  |  |  |  |  |  |  |  |  |  |  |  |  |  |
|  |                                       |  |  |  |  |  |  |  |  |  |  |  |  |  |  |  |
|  | 18. Meyer Samson Poppert              |  |  |  |  |  |  |  |  |  |  |  |  |  |  |  |
|  |                                       |  |  |  |  |  |  |  |  |  |  |  |  |  |  |  |
|  |                                       |  |  |  |  |  |  |  |  |  |  |  |  |  |  |  |
|  | 9. Marthe Eva Poppert                 |  |  |  |  |  |  |  |  |  |  |  |  |  |  |  |
|  |                                       |  |  |  |  |  |  |  |  |  |  |  |  |  |  |  |
|  |                                       |  |  |  |  |  |  |  |  |  |  |  |  |  |  |  |
|  | 19. Frommet Heckscher                 |  |  |  |  |  |  |  |  |  |  |  |  |  |  |  |
|  |                                       |  |  |  |  |  |  |  |  |  |  |  |  |  |  |  |
|  |                                       |  |  |  |  |  |  |  |  |  |  |  |  |  |  |  |
|  | 2. Michel Heine                       |  |  |  |  |  |  |  |  |  |  |  |  |  |  |  |
|  |                                       |  |  |  |  |  |  |  |  |  |  |  |  |  |  |  |
|  |                                       |  |  |  |  |  |  |  |  |  |  |  |  |  |  |  |
|  | 10. Isaac Michel                      |  |  |  |  |  |  |  |  |  |  |  |  |  |  |  |
|  |                                       |  |  |  |  |  |  |  |  |  |  |  |  |  |  |  |
|  |                                       |  |  |  |  |  |  |  |  |  |  |  |  |  |  |  |
|  | 5. Judith Michel                      |  |  |  |  |  |  |  |  |  |  |  |  |  |  |  |
|  |                                       |  |  |  |  |  |  |  |  |  |  |  |  |  |  |  |
|  |                                       |  |  |  |  |  |  |  |  |  |  |  |  |  |  |  |
|  | 1. Alice, Princesa consorte de Mónaco |  |  |  |  |  |  |  |  |  |  |  |  |  |  |  |
|  |                                       |  |  |  |  |  |  |  |  |  |  |  |  |  |  |  |
|  |                                       |  |  |  |  |  |  |  |  |  |  |  |  |  |  |  |
|  | 24. François Joseph Miltenberger      |  |  |  |  |  |  |  |  |  |  |  |  |  |  |  |
|  |                                       |  |  |  |  |  |  |  |  |  |  |  |  |  |  |  |
|  |                                       |  |  |  |  |  |  |  |  |  |  |  |  |  |  |  |
|  | 12. Louis Chrétien Miltenberger       |  |  |  |  |  |  |  |  |  |  |  |  |  |  |  |
|  |                                       |  |  |  |  |  |  |  |  |  |  |  |  |  |  |  |
|  |                                       |  |  |  |  |  |  |  |  |  |  |  |  |  |  |  |
|  | 25. Marie Ursule Angst                |  |  |  |  |  |  |  |  |  |  |  |  |  |  |  |
|  |                                       |  |  |  |  |  |  |  |  |  |  |  |  |  |  |  |
|  |                                       |  |  |  |  |  |  |  |  |  |  |  |  |  |  |  |
|  | 6. Joseph Alphonse Miltenberger       |  |  |  |  |  |  |  |  |  |  |  |  |  |  |  |
|  |                                       |  |  |  |  |  |  |  |  |  |  |  |  |  |  |  |
|  |                                       |  |  |  |  |  |  |  |  |  |  |  |  |  |  |  |
|  | 26. Antoine Mercier                   |  |  |  |  |  |  |  |  |  |  |  |  |  |  |  |
|  |                                       |  |  |  |  |  |  |  |  |  |  |  |  |  |  |  |
|  |                                       |  |  |  |  |  |  |  |  |  |  |  |  |  |  |  |
|  | 13. Marie Aimée Mercier               |  |  |  |  |  |  |  |  |  |  |  |  |  |  |  |
|  |                                       |  |  |  |  |  |  |  |  |  |  |  |  |  |  |  |
|  |                                       |  |  |  |  |  |  |  |  |  |  |  |  |  |  |  |
|  | 27. Julienne Elizabeth Fongrunier     |  |  |  |  |  |  |  |  |  |  |  |  |  |  |  |
|  |                                       |  |  |  |  |  |  |  |  |  |  |  |  |  |  |  |
|  |                                       |  |  |  |  |  |  |  |  |  |  |  |  |  |  |  |
|  | 3. Amélie Marie Céleste Miltenberger  |  |  |  |  |  |  |  |  |  |  |  |  |  |  |  |
|  |                                       |  |  |  |  |  |  |  |  |  |  |  |  |  |  |  |
|  |                                       |  |  |  |  |  |  |  |  |  |  |  |  |  |  |  |
|  | 14. Joseph Dorfeville                 |  |  |  |  |  |  |  |  |  |  |  |  |  |  |  |
|  |                                       |  |  |  |  |  |  |  |  |  |  |  |  |  |  |  |
|  |                                       |  |  |  |  |  |  |  |  |  |  |  |  |  |  |  |
|  | 7. Marie Céleste Dorfeville           |  |  |  |  |  |  |  |  |  |  |  |  |  |  |  |
|  |                                       |  |  |  |  |  |  |  |  |  |  |  |  |  |  |  |
|  |                                       |  |  |  |  |  |  |  |  |  |  |  |  |  |  |  |
|  | 30. Jean Baptiste Joseph Conrotte     |  |  |  |  |  |  |  |  |  |  |  |  |  |  |  |
|  |                                       |  |  |  |  |  |  |  |  |  |  |  |  |  |  |  |
|  |                                       |  |  |  |  |  |  |  |  |  |  |  |  |  |  |  |
|  | 15. Marie Céleste Conrotte            |  |  |  |  |  |  |  |  |  |  |  |  |  |  |  |
|  |                                       |  |  |  |  |  |  |  |  |  |  |  |  |  |  |  |
|  |                                       |  |  |  |  |  |  |  |  |  |  |  |  |  |  |  |
|  | 31. Marie Céleste Thomassin           |  |  |  |  |  |  |  |  |  |  |  |  |  |  |  |
|  |                                       |  |  |  |  |  |  |  |  |  |  |  |  |  |  |  |
|  |                                       |  |  |  |  |  |  |  |  |  |  |  |  |  |  |  |

## Títulos y estilos
- Srta. Marie Alice Heine (1857-1874).
- Su Gracia la marquesa de Jumilhac (1874-1879).
- Su Gracia la Duquesa de Richelieu y de Aiguillon, Marquesa de Jumilhac (1879-1889).
- Su Gracia la Duquesa viuda de Richelieu y de Aiguillon, Marquesa viuda de Jumilhac (1880-1889).
- Su Alteza Serenísima la Princesa consorte de Mónaco (1889-1922).
- Su Alteza Serenísima la Princesa viuda de Mónaco (1922-1925).